# U.S. Route 98
Pour les articles homonymes, voir Route 98.
La U.S. Route 98 (US 98) est une US Route ouest–est dans le sud-est des États-Unis. Elle relie l'ouest du Mississippi au sud de la Floride. Elle a d'abord été créée en 1933 comme route entre Pensacola et Apalachicola, Floride, mais a depuis été prolongée vers l'ouest jusqu'au Mississippi et vers l'est dans la péninsule de la Floride. Elle suit de près la côte du Golfe du Mexique entre Mobile, Alabama et Crystal River, Floride. Le terminus ouest est à l'intersection ave la US 61 / US 84 au nord-est de Natchez. Le terminus est se trouve à Palm Beach à l'intersection avec la SR A1A près de Mar-a-Lago.

## Description du tracé
|       | mi  | km    |
| ----- | --- | ----- |
| MS    | 208 | 335   |
| AL    | 80  | 129   |
| FL    | 671 | 1 080 |
| Total | 964 | 1 551 |

### Mississippi
La US 98 débute à l'intersection avec la US 61 / US 84. Elle débute en multiplex avec cette dernière jusqu'à Bude, à l'est. À partir de là, elle bifurque vers le sud-est jusqu'à Summit où elle rejoint l'I-55 vers le sud. À McComb, elle quitte l'autoroute et se poursuit vers l'est. Elle est aussi une voie rapide pour tout le reste de son tracé dans l'état. Elle passe par Tylertown et Columbia avant d'atteindre Hattiesburg. À l'ouest de la ville, elle rejoint l'I-59 vers le sud. C'est au sud de la ville qu'elle quitte l'autoroute pour se diriger vers le sud-est. Elle passe par New Augusta, Beaumont et McLain avant de passer au nord de Lucedale et d'atteindre la frontière avec l'Alabama.

### Alabama
La US 98 entre en Alabama au nord-ouest de Wilmer. Elle se dirige vers le sud-est jusqu'à ce qu'elle atteigne Mobile. Elle traverse l'ouest de la ville et, au centre-ville, elle rejoint la US 90. Les routes passent dans un tunnel sous le fleuve Mobile et traversent ensemble la Baie de Mobile en étant parallèle à l'I-10. Elles demeurent en multiplex jusqu'à l'autre rive de la baie, à Spanish Fort. Là, elle vifurque vers le sud en passant par ou près de Daphne et de Fairhope. À Barnwell, elle tourne vers l'est pour passer par Foley et Elberta. Elle atteint ensuite Lillian, où elle traverse le fleuve Perdido pour entrer en Floride.

### Floride
La route entre en Floride après avoir traversé le fleuve Perdido à l'ouest de Pensacola. Elle passe dans le sud de la ville et traverse la Baie de Pensacola pour atteindre Gulf Breeze. Elle est tout près du Golfe du Mexique sur une bonne partie de son trajet en Floride. Elle passe ensuite par Miramar Beach, Panama City, Port St Joe, Apalachicola et Perry, vers l'est. À Perry, elle bifurque vers le sud-est et passe par Andrews et Crystal River. Le segment entre Perry et Crystal Rivers est le plus éloigné du Golfe dans l'ouest de la Floride. Au sud de Crystal Rivers, elle s'éloigne de la côte pour se diriger vers le sud-est. Elle traverse Brooksville, Ridge Manor, Dade City, Lakeland, Fort Meade, Sebring et Okeechobee. Elle longe la rive est du Lac Okeechobee et se rend jusqu'au nord de Belle Glade. À cet endroit, elle bifurque vers l'est pour atteindre la région de West Palm Beach. Elle passe au sud de l'Aéroport de Palm Beach et prend fin à un carrefour giratoire avec la SR A1A après avoir traversé la Intracoastal Waterway.

## Intersections majeures
Mississippi
 US 61 / US 84 au nord-est de Natchez. Les routes forment un multiplex jusqu'à Meadville.
 I-55 à Summit. Les routes forment un multiplex jusqu'à McComb.
 US 51 à McComb
 I-59 à Hattiesburg. Les routes forment un multiplex jusqu'au sud de Hattiesburg.
 US 11 à Hattiesburg
 US 49 à Hattiesburg
Alabama
 I-65 à Mobile
 US 45 à Mobile
 US 90 à Mobile. Les routes forment un multiplex jusqu'à Spanish Fort.
 I-10 à Mobile
 I-10 à Spanish Fort
 I-10 / US 90 à Daphne. La US 90 / US 98 forment un multiplex dans la ville.
Floride
 US 90 à Pensacola. Les routes forment un multiplex dans la ville.
 US 29 à Pensacola
 I-110 à Pensacola
 US 331 au sud-est de Santa Rosa Beach
 US 231 à Panama City
 US 319 à l'est d'Apalachicola. Les routes forment un multiplex jusqu'à l'ouest de Saint Teresa.
 US 319 à Medart. Les routes forment un multiplex jusqu'au nord de Medart.
 US 19 / US 27 à Perry. La US 19 / US 98 forment un multiplex jusqu'au nord-est de Chassahowitzka.
 US 221 à Perry
 US 129 à Chiefland
 US 41 à Brooksville. Les routes forment un multiplex dans la ville.
 I-75 à l'ouest de Ridge Manor
 US 301 à Lacoochee. Les routes forment un multiplex jusqu'au sud de Dade City.
 I-4 à Lakeland
 US 92 à Lakeland
 US 17 à Bartow. Les routes forment un multiplex jusqu'à Fort Meade.
 US 27 à l'ouest de Frostproof. Les routes forment un multiplex jusqu'au sud de Sebring.
 US 441 à Okeechobee. Les routes forment un multiplex jusqu'à Royal Palm Beach.
 I-95 à West Palm Beach
 US 1 à West Palm Beach
 SR A1A à Palm Beach